# سان لورنزو (تورينو)
سان لورنزو، وتعرف أيضاً باسم «كنيسة سان لورانس الملكية» ((بالإيطالية: Real Chiesa di San Lorenzo)‏)، هي كنيس بينت على نمط العمارة الباروكية في تورينو، بجوار القصر الملكي في تورينو. صّمم الكنيسة الحالية وبناها غوارينو غواريني خلا الفترة 1668-1687.

## التاريخ
كان ايمانويل فيليبير أحد قادة جيوش هابسبورغ تحت لواء فيليب الثاني ملك إسبانيا، التي هزمت الجيوش الفرنسية في معركة سانت كينتان في شمال فرنسان في 10 آب\أغسطس 1557، المصادف لعيد لورانس روما (سان لورينزو)، ما أثّر على نتيجة الحرب الإيطالية 1551-1559؛ حيث أعيدت فيها سافوي ، بما فيها [[تورينو]، إلى قاعدة دوق المرتزقة. بعد عودته إلى تورينو عام 1562، أعاد إيمانويل فيليرت تجديد الكنيسة القديمة في سانتا ماريا أد بريسيباي، التي لا تزال موجودة قرب المدخل، وأقام هذه الكنيسة المخصصة للقديس لورانس. بدأ بناء الكنيسة المعاصرة عام 1634.

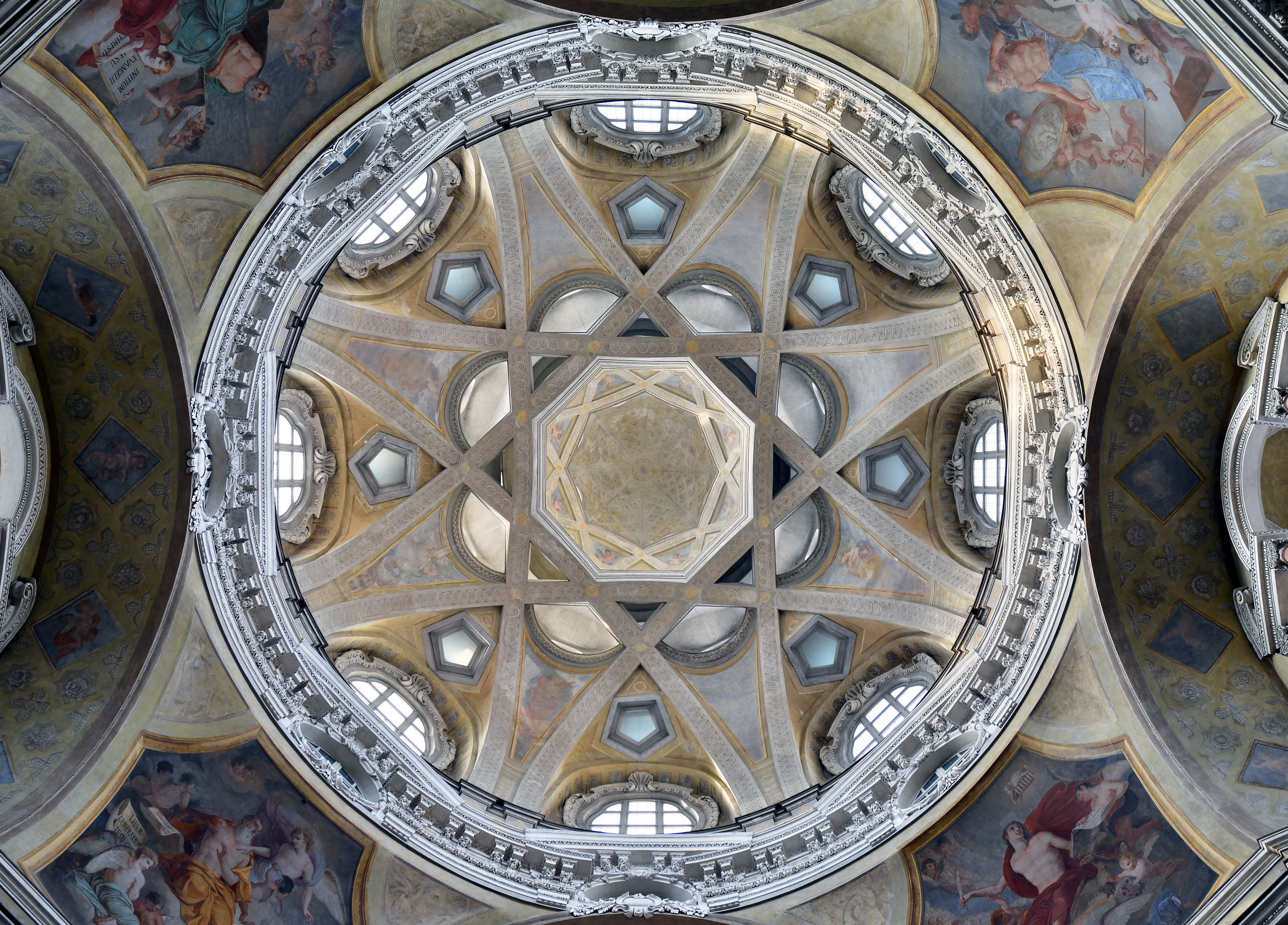
منظر داخلي للقبّة.

كان المعماري غوارينو غواريني مبتكراً رائعاً لمباديء الباروك الذي طوّره للمرة الأولى المعماري الروماني الباروكي فرانشيسكو بوروميني، خاصة اللعب بالتأثيرات البصرية والتفكيك العضوي للترتيب الكلاسيكي للأعمدة والمداميك العلوية. في عمارة سان لورينزو، أخذ غواريني هذه العناصر إلى أبعد من ذلك. كان المخطط الأرضي مربعاً نوعاً ما، أصبح مثمّناً على مستوى المعابد فوق الأعمدة فقط، إلا أنه تغيّر مرة أخرى ليُصبح صليباً يونانياً على مستوى القباب. قاعدة القبة دائرية، إلا أن الفانوس فوق القاعدة مثمّن الشكل. دعّمت القبة بثمانية أضلاع تشكّل سقيفة كتلك الموجودة في المساجد والكنائس الرومانية في إسبانيا. يُضاف إلى هذا التراكب المخططات المركزية المتناقضة الهيكل المخصص للمرتّلين. المذبح المرتفع المفصول عن الصحن بواسطة قوس محدب ومقعر يستقبل الضوء الطبيعي من قبة مخفية، وهي عبارة عن جهاز صمّمه معماري الباروك جان لورينزو برنيني.

## القبة
يضيء القبة المدعومة بأعمدة سيريليانية ثمانية نوافذ اهليجية. يحمل القبة هيكل ثماني بارز  (هذا الرمز مأخوذ أيضًا من العمارة الإسلامية).  وفي قمة القبة يتشكل مثمن منتظم. وبالنظر  من الأسفل الى النوافذ الكبيرة يظهر  ما يُطلق عليه عامة  "وجه الشيطان".
"لم يكن التدريب المعماري كافياً لبناء قبة سان لورينزو في تورينو. بالإضافة إلى ذلك ، كانت المعرفة الرياضية مطلوبة ؛ إذا لم يكتشف ليبنتز حساب التفاضل والتكامل ، وإذا لم يكن العلماء عازمين على ابتكار طرق في "الهندسة الوصفية" ، لما كان المهندس المعماري كواريني قادرًا على إنشائها.

## وصلات خارجية
- صور من سان لورنزو